# راسيل ميلز
راسيل ميلز (بالإنجليزية: Russell Mills)‏ هو مهندس معماري أمريكي، ولد في 1892، وتوفي في 1959.